# Áyios Yeóryios Troizínos
Áyios Yeóryios Troizínos (Agios Georgios Troizinos) är en ort i Grekland.   Den ligger i prefekturen Nomós Piraiós och regionen Attika, i den sydöstra delen av landet, 60 km sydväst om huvudstaden Aten. Áyios Yeóryios Troizínos ligger 29 meter över havet och antalet invånare är 228.
Terrängen runt Áyios Yeóryios Troizínos är huvudsakligen kuperad, men åt nordost är den platt. Havet är nära Áyios Yeóryios Troizínos åt nordost. Runt Áyios Yeóryios Troizínos är det ganska glesbefolkat, med 35 invånare per kvadratkilometer. Närmaste större samhälle är Galatás, 5,5 km öster om Áyios Yeóryios Troizínos. 